# 올치키 문자
올치키 문자(Ol Chiki) 또는 산탈 문자는 인도 오디샤 주 등지에서 쓰이는 산탈어 표기에 쓰이는 문자이다.
1925년에 판디트 라구나트 무르무(Raghunath Murmu)가 만들었다. 올치키 문자가 발명되기에 앞서 산탈어는 벵골 문자, 오리야 문자, 라틴 문자 등 여러 문자로 간간히 표기되었는데 산탈어는 힌디어, 오리야어, 벵골어처럼 인도유럽어족이 아니라 오스트로아시아어족에 속하는 언어이기 때문에 이들 문자로 나타내기 껄끄러운 음소가 포함되어 있었고, 인도의 여러 언어들은 모두 자기 고유의 문자가 있었기 때문에, 라구나트 무르무는 산탈어를 표기하는 고유 문자가 있어야 하겠다고 생각하게 되었다.
산탈어는 30개 기호로 이루어져 있으며, 다른 인도계 문자와 같이 0~9의 숫자가 기본문자묶음에 들어가므로, 숫자까지 넣으면 모두 40개의 문자기호로 되어 있다. 또한 아부기다인 다른 인도계 문자와 달리, 자음과 모음을 나타내는 음소단위기호를 늘어놓는 알파벳이다. 올치키 문자는 문자부호의 이름이 그 자모이름과 연관되어 있다. (ㄱ에 해당하는 자모이름이 "낫"이고 ㅇ에 해당하는 자모이름이 "동글뱅이"와 같은 식이다) 올치키 문자는 산탈어 남부 방언에 기반을 두고 만들어졌으며, 문자보급운동으로 산탈어 표기문자로 자리잡긴 하였으나, 문해율은 30% 남짓으로 낮은 편이다.

## 참고 문헌
- 月刊言語(2004)